# Ljungvargspindel
Ljungvargspindel (Pardosa nigriceps) är en spindelart som först beskrevs av Tord Tamerlan Teodor Thorell 1856.  Ljungvargspindel ingår i släktet Pardosa och familjen vargspindlar. Arten är reproducerande i Sverige. Inga underarter finns listade i Catalogue of Life.